# Гридинская (Вожбальский сельсовет)
Гридинская — деревня в Тотемском районе Вологодской области.
Входит в состав Вожбальского сельского поселения, с точки зрения административно-территориального деления — в Вожбальский сельсовет.
Расстояние по автодороге до районного центра Тотьмы — 45 км, до центра муниципального образования деревни Кудринская — 0,5 км. Ближайшие населённые пункты — Антушево, Кудринская, Сергеево.
По переписи 2002 года население — 19 человек.